# Don McKenzie
	Donald Ward (Don) McKenzie jr. (Hollywood, 11 mei 1947 - Reno (Nevada), 3 december 2008) was een Amerikaans zwemmer.

## Biografie
Tijdens de Olympische Zomerspelen van 1968 won McKenzie de gouden medaille op de 4x100m vrije slag in een wereldrecord en de gouden medaille op de 100m schoolslag.

## Internationale toernooien
| Jaar | Olympische Spelen                   |
| ---- | ----------------------------------- |
| 1968 | 100m schoolslag · 4x100m wisselslag |

1968: Don McKenzie ·
1972: Nobutaka Taguchi ·
1976: John Hencken ·
1980: Duncan Goodhew ·
1984: Steve Lundquist ·
1988: Adrian Moorhouse ·
1992: Nelson Diebel ·
1996: Frédérik Deburghgraeve ·
2000: Domenico Fioravanti ·
2004: Kosuke Kitajima ·
2008: Kosuke Kitajima ·
2012: Cameron van der Burgh ·
2016: Adam Peaty ·
2020: Adam Peaty ·
2024: Nicolò Martinenghi
1960: McKinney, Hait, Larson, Farrell ·
1964: Mann, Craig, Schmidt, Clark ·
1968: Hickcox, McKenzie, Russell, Walsh ·
1972: Stamm, Bruce, Spitz, Heidenreich ·
1976: Naber, Hencken, Vogel, Montgomery ·
1980: Kerry, Evans, Tonelli, Brooks ·
1984: Carey, Lundquist, Morales, Gaines ·
1988: Berkoff, Schroeder, Biondi, Jacobs ·
1992: Rouse, Diebel, Morales, Olsen ·
1996: Rouse, Linn, Henderson, Hall ·
2000: Krayzelburg, Moses, Crocker, Hall ·
2004: Peirsol, Hansen, Crocker, Lezak ·
2008: Peirsol, Hansen, Phelps, Lezak ·
2012: Grevers, Hansen, Phelps, Adrian ·
2016: Murphy, Miller, Phelps, Adrian  ·
2020: Murphy, Andrew, Dressel, Apple  ·
2024: Xu, Qin, Sun, Pan